# Rune Paeshuyse
Rune Paeshuyse (28 maart 2002) is een Belgisch professioneel voetballer die bij voorkeur als verdediger speelt, maar hij kan ook vleugelverdediger of centrale middenvelder op zijn rol nemen. Hij staat onder contract bij de Belgische eersteklasser KAS Eupen tot 2028.

## Carrière
Paeshuyse stroomde in het seizoen 2021/22 door vanuit de jeugd naar het eerste elftal van KV Mechelen. Hij maakte zijn officiële debuut in de eerste ploeg op 14 mei 2022 in de met 3-2 verloren uitwedstrijd tegen Sporting Charleroi. Hij mocht in de 91ste minuut invallen voor Bas Van den Eynden.
Na afloop van het seizoen 2021/22 tekende Paeshuyse een profcontract tot de zomer van 2025 bij KAS Eupen, uiteindelijk verlengde hij tot het jaar 2028 bij KAS Eupen. KAS Eupen bleef 2 seizoenen met Rune in het Eerste klasse A. Maar in het seizoen 2023/2024 liep het fout voor de club en degradeerden ze naar het Eerste klasse B.

## Statistieken
| Seizoen         | Club            | Competitie      | Competitie | Competitie | Beker | Beker | Supercup | Supercup | Totaal | Totaal |
| Seizoen         | Club            | Competitie      | Wed.       | Dlp.       | Wed.  | Dlp.  | Wed.     | Dlp.     | Wed.   | Dlp.   |
| --------------- | --------------- | --------------- | ---------- | ---------- | ----- | ----- | -------- | -------- | ------ | ------ |
| 2021-2022       | KV Mechelen     | Eerste klasse A | 1          | 0          | 0     | 0     | 0        | 0        | 1      | 0      |
| 2022-2023       | KAS Eupen       | Eerste klasse A | 28         | 0          | 1     | 0     | 0        | 0        | 29     | 0      |
| 2023-2024       | KAS Eupen       | Eerste klasse A | 29         | 0          | 1     | 0     | 0        | 0        | 30     | 0      |
| 2024-2025       | KAS Eupen       | Eerste klasse B | 28         | 0          | 1     | 0     | 0        | 0        | 29     | 0      |
| Carrière totaal | Carrière totaal | Carrière totaal | 86         | 0          | 3     | 0     | 0        | 0        | 89     | 0      |

2 Van Genechten ·
6 Kennedy ·
6 Baiye ·
7 Nuhu ·
8 Möhwald ·
9 Emond ·
10 Charles-Cook ·
11 Bitumazala ·
14 Deom ·
15 Piron ·
17 Widlarz ·
18 Keita ·
19 Pantović ·
20 Pattynama ·
22 Hendrickx ·
24 Ejike ·
25 Malhage ·
26 Youssou Niang ·
28 Paeshuyse ·
29 Alloh ·
30 Gorenc ·
32 Plastun ·
33 Nurudeen ·
36 Chavet ·
38 Di Matteo ·
44 Renner ·
47 Maréchal ·
56 Filorizzo ·
58 Dalla Costa ·
61 Çalışkan ·
70 Oguns ·
90 Gedikli ·
99 Roufosse ·
Coach: Selimbegović